# Пейн, Лиам
Ли́ам Джеймс Пейн (англ. Liam James Payne; 29 августа 1993, Вулвергемптон, Уэст-Мидлендс — 16 октября 2024, Палермо, Буэнос-Айрес, Аргентина) — британский певец, автор песен и композитор, один из пяти участников англо-ирландской группы One Direction, созданной в 2010 году.

## Биография

### Ранние годы
Лиам Джеймс Пейн родился 29 августа 1993 года в городе Вулвергемптон, графство Уэст-Мидлендс, Великобритания. Лиам — младший ребёнок в семье, у него есть две старшие сестры, Рут и Никола Пейн. Родился на три недели раньше, и при рождении выяснилось, что его правая почка функционирует не полностью, поэтому следующие несколько лет он наблюдался в больнице.

### Карьера

#### The X Factor
В 2008 году 14-летний Лиам записался на прослушивание пятого сезона шоу британского The X Factor. Однако судья Саймон Коуэлл посчитал, что он был ещё недостаточно готов для их шоу в этом возрасте, после чего отправил Лиама обратно домой.
В 2010 году Пейн вернулся уже на седьмой сезон The X Factor в 16 лет с песней «Cry Me a River» и тут же получил четыре «да» от судей. Лиам претендовал на роль сольного артиста, но после предложения судьи Николь Шерзингер, Саймон Коуэлл объединил его и ещё четырёх парней — Найла Хорана, Зейна Малика, Гарри Стайлза и Луи Томлинсона в одну группу под названием One Direction. Они продержались на проекте долгое время, но финишировали третьими, пропустив вперёд Ребекку Фергюсон и победителя сезона Мэтта Кардла.

#### One Direction
В начале 2011 года группа отправилась в турне по стране, вместе с остальными участниками проекта The X Factor, параллельно собирая материал на свой первый альбом. Уже в ноябре группа выпустила свой первый альбом Up All Night. В феврале 2012 года за свой первый сингл «What Makes You Beautiful», группа получила премию BRIT Award в номинации «Лучший британский сингл». 12 ноября 2012 года состоялся релиз второго альбома «One Direction» под названием Take Me Home. Сингл «Live While We’re Young» представляющий новый альбом, добился мирового успеха, заняв первые строчки в чартах Ирландии и Новой Зеландии и попав в первую десятку хит-парадов в каждой стране, в которой был представлен. Продажи в первый день релиза составили более 314 000 копий, в результате чего, сингл был отмечен как самый быстро продаваемый сингл британской группы и занял третье место по количеству скачиваний среди всех музыкальных групп. Далее группа выпустила ещё три альбома: Midnight Memories (2013), Four (2014) и Made in the A.M. (2015).
Является одним из главных авторов песен последних двух альбомов One Direction.

#### Сольная карьера
19 мая 2017 года вышел дебютный сольный сингл «Strip That Down». Сингл стал мультиплатиновым, что является лучшим показателем среди всех дебютных синглов участников One Direction. До этого Лиам успел поработать с некоторыми популярными композиторами и продюсерами, например Фаррелл Уильямс сам выразил заинтересованность в работе с ним.
6 июля состоялась премьера совместного сингла Лиама и диджея Зедда — «Get Low». 26 января 2018 года вышел клип на песню «For you», снятый для фильма «Пятьдесят оттенков свободы». 20 апреля 2018 года вышла совместная песня с Джеем Бальвином «Familiar». Позже вышел мини-альбом First Time, включающий в себя четыре композиции, в том числе коллаборацию с French Montana.
6 декабря 2019 года Пейн выпустил свой первый сольный альбом lp1, состоящий из 17 треков.

### Смерть
Скончался 16 октября 2024 года на 32-м году жизни, упав с третьего этажа отеля Casa Sur в районе Палермо, Буэнос-Айрес. В полицию поступил звонок от менеджера отеля, который сообщил об «агрессивном мужчине, который, возможно, находится под воздействием наркотиков и алкоголя». Менеджер уточнил, что «мужчина, когда приходит в сознание, крушит весь номер», добавив, что жизнь человека находится в опасности, поскольку в номере есть балкон. Вскоре после прибытия экстренных служб Пейн выпал с балкона. Смерть певца была констатирована в 17:11 по местному времени. Прибывшие медики зафиксировали «переломы костей черепа и чрезвычайно серьёзные травмы», приведшие к мгновенной смерти.
Альберто Кресценти, глава службы скорой помощи Буэнос-Айреса, подтвердил кончину Пейна в эфире аргентинского телеканала TN. Он сообщил, что падение произошло с высоты примерно 13-14 метров и что полученные травмы были «несовместимы с жизнью», исключая «какую-либо возможность реанимации». При этом он не стал уточнять, была ли это попытка самоубийства или же произошёл несчастный случай. Пабло Полисиккио, директор по связям с общественностью Министерства безопасности Буэнос-Айреса, заявил, что Пейн «спрыгнул с балкона своей комнаты». Однако на дальнейшие вопросы ведомство не ответило, перенаправив журналистов в прокуратуру. Позднее судмедэксперты сообщили, что Пейн «не принял рефлекторную позу для самозащиты» и что он «мог упасть в состоянии полу- или полной потери сознания».
Тело Пейна первоначально было захоронено на Британском кладбище в Буэнос-Айресе, а 6 ноября репатриировано в Великобританию. Похороны музыканта состоялись 20 ноября в церкви Святой Марии в Амершеме, Бакингемшир.

#### Расследование
В начале расследования полиция заявила, что в комнате музыканта были обнаружены несколько лекарственных препаратов и энергетических добавок, среди которых числился клоназепам. Во дворе, где нашли тело, также обнаружили бутылку виски. Первичное вскрытие показало, что Пейн умер от внутренних и внешних кровотечений, а также многочисленных травм. Судмедэксперты зафиксировали 25 телесных повреждений, полученных в результате падения, и установили, что черепно-мозговые травмы были «достаточными, чтобы привести к смерти», а кровоизлияния в области головы и верхней части тела также способствовали его гибели. Экспертиза не выявила следов борьбы и установила, что на момент смерти Пейн находился один в своём номере. 21 октября в СМИ появилась информация о том, что в момент смерти в крови певца находилось «множество веществ», включая розовый кокаин, крэк-кокаин и бензодиазепин. Однако на следующий день прокуратура Аргентины уточнила, что токсикологическое исследование ещё не завершено, и опровергла сведения о разглашении каких-либо подробностей. 7 ноября сотрудники прокуратуры заявили, что результаты посмертной токсикологической экспертизы показали наличие в организме Пейна «следов алкоголя, кокаина и рецептурного антидепрессанта». В тот же день аргентинская полиция предъявила обвинения трём лицам в «оставлении человека в опасности, повлёкшем смерть» и «поставке наркотиков и содействии в их употреблении» в связи со смертью музыканта. Среди обвиняемых — сотрудник отеля, который, как установило следствие, поставлял кокаин Пейну во время его пребывания в гостинице, его компаньон, сопровождавший его в поездке в Буэнос-Айресе, а также непосредственно наркодилер.

#### Уголовные обвинения
30 декабря 2024 года аргентинский суд предъявил обвинения пяти лицам в связи со смертью Пейна. Двое из них — официант, встречавшийся с музыкантом в местном ресторане, и сотрудник отеля, в котором Пейн проживал на момент смерти, — обвиняются в поставке наркотиков, которые певец употребил незадолго до гибели. Суд постановил заключить их под стражу в превентивном порядке. Остальным троим — бизнесмену, сопровождавшему Пейна в Аргентине, и двум менеджерам отеля — предъявлены обвинения в непредумышленном убийстве.

## Личная жизнь
В 2010 году Пейн познакомился с танцовщицей Даниэль Пизер на шоу The X Factor. Их отношения продлились до мая 2013 года, после чего пара объявила о разрыве отношений.
В августе 2013 у Лиама появилась новая девушка — София Смит, с которой они расстались в октябре 2015 года.
С начала 2016 года состоял в отношениях с певицей, актрисой и моделью Шерил Коул, которая старше Лиама на десять лет. В ноябре появились слухи о её беременности. 29 ноября 2016 года журнал E! подтвердил, что Шерил Коул ждёт ребёнка. 22 марта 2017 года Шерил родила сына, которого назвали Беар. Однако, уже в июне 2018 года они с певцом расстались.
Неоднократно подтверждал, что имел определённые проблемы c алкоголем во время пребывания в музыкальной группе, но справился с этим.

## Дискография
Студийные альбомы
- LP1 (2019)

## Фильмография

### Телевидение
| Год  | Название           | Роль               | Примечания                                 | Ист.   |
| ---- | ------------------ | ------------------ | ------------------------------------------ | ------ |
| 2012 | «АйКарли»          | в роли самого себя | гостевая роль; эпизод: «iGo One Direction» | [ 48 ] |
| 2016 | «Гриффины»         | в роли самого себя | озвучка; эпизод: «Run, Chris, Run»         | [ 49 ] |
| 2021 | «Неисправимый Рон» | безымянный Б-бот   | озвучка; камео; последняя актёрская роль   | [ 50 ] |

### Веб-сериалы
| Год  | Название          | Роль               | Примечания       | Ист.   |
| ---- | ----------------- | ------------------ | ---------------- | ------ |
| 2025 | Building the Band | приглашённый судья | посмертный показ | [ 51 ] |